# عبد الله ثيام
عبد الله ثيام (بالفرنسية: Abdoulaye Thiam)‏ هو مبارز بالسيف سنغالي، ولد في 1984.

## وصلات خارجية
- عبد الله ثيام على موقع أوليمبيديا (الإنجليزية)